# Isabel von Gloucester
Isabel von Gloucester (* um 1160; † 14. Oktober 1217) war als Countess of Gloucester eine englische Adlige sowie die erste Ehefrau des späteren englischen Königs Johann Ohneland. Sie ist auch unter einer Reihe anderer Namen bekannt, darunter Hadwisa, Hawise, Joan, Eleanor, Avise und Avisa.

## Leben
Isabel war die jüngste Tochter von William FitzRobert, 2. Earl of Gloucester, und seiner Ehefrau Hawise. Ihr einziger Bruder Robert starb 1166 in jugendlichem Alter. Danach blieb der Earl of Gloucester ohne weiteren männlichen Spross und schloss mit König Heinrich II. am 28. September 1176 in Windsor eine Vereinbarung über die Verheiratung Isabels mit Heinrichs jüngstem Sohn Johann Ohneland. Dieser wurde mit Isabel verlobt und zum Haupterben von Gloucester ernannt. Da aber sowohl Isabel als auch Johann Urenkel Heinrichs I. und somit eng verwandt waren, benötigten sie für ihre für später geplante Hochzeit eine päpstliche Dispens. Im Fall von deren Verweigerung verpflichtete sich Heinrich II., die bestmögliche Heirat für Isabel zu arrangieren. Sollte ferner Isabels Vater doch noch einen männlichen Nachwuchs bekommen, würde die Grafschaft nach dem Ableben des Earls zwischen diesem Sohn und Johann geteilt. Isabels beide älteren Schwestern Mabel und Amicia wurden abgesehen von einer Versorgungsrente de facto enterbt.
Nachdem Isabels Vater 1183 gestorben war, ohne noch Kinder zu bekommen, übernahm Heinrich II. Isabels Vormundschaft als unverheiratete Tochter eines Kronvasallen und strich die Einkünfte ihrer Güter ein. Hingegen wartete er mit ihrer Verheiratung mit Johann weiter, weil dieser auch als möglicher Gatte von Alix, der Verlobten von Johanns älterem Bruder Richard Löwenherz, gehandelt wurde. Als aber Letzterer nach dem Tod Heinrichs II. am 6. Juli 1189 neuer englischer Herrscher wurde, verordnete er die sofortige Eheschließung Johanns mit Isabel. Deren Hochzeit fand am 29. August 1189 in Marlborough Castle (Wiltshire) statt. Isabel wurde nun als Gräfin von Gloucester in ihrem eigenen Recht anerkannt. Laut dem Geschichtsschreiber Matthäus Paris hatte Erzbischof Baldwin von Canterbury diese Heirat jedoch wegen zu naher Blutsverwandtschaft der Ehepartner verboten. Er belegte daher, nachdem die Hochzeit dennoch erfolgt war, die Ländereien Prinz Johanns mit einem Interdikt, das aber durch den päpstlichen Legaten Giovanni di Anagni wieder aufgehoben wurde.
Schon nach wenigen Jahren hatte Johann anscheinend an einer weiteren Aufrechterhaltung seiner Ehe mit Isabel kein Interesse, vermutlich wegen der Kinderlosigkeit seiner Gattin. Während Richard Löwenherz sich noch auf dem Dritten Kreuzzug befand, wollte daher Johann 1192 einer Einladung des französischen Königs Philipp II. August folgen, der ihm die Hand seiner Halbschwester, der mittlerweile von Richard verstoßenen Alix, und den festländischen Plantagenet-Besitz zur Lehensnahme angeboten hatte. Johann unterließ aber die Reise auf die Drohung seiner Mutter Eleonore, seine reichen englischen Lehen einzuziehen. Im nächsten Jahr jedoch, als Richard in die Gefangenschaft Kaiser Heinrichs VI. geraten war, versprach Johann, Alix zu ehelichen. Das Heiratsprojekt kam nicht zustande. Kurz nach Johanns Thronbesteigung 1199 wurde seine Ehe mit Isabel schließlich von Papst Innozenz III. wegen zu naher Blutsverwandtschaft annulliert, wie etwa die Annales Londonienses und Matthäus Paris berichten. Isabel wurde daher nie zur Königin von England gekrönt.
Unter dem gleichen Rechtstitel wie einst sein Vater machte sich König Johann zum Vormund seiner vormaligen Gemahlin, die nun möglicherweise wie eine Staatsgefangene behandelt wurde. Ihrem Neffen Amaury, Graf von Évreux verlieh Johann aber den Titel eines Earls of Gloucester mitsamt einem kleineren Teil von Gloucestershire. Nach dem um 1213 erfolgten kinderlosen Tod Amaurys fiel dieser Anteil der Grafschaft einschließlich seines Earl-Titels wieder an die englische Krone zurück, und Isabel wurde erneut Erbin von Gloucester. Gegen die Verpflichtung, Johann innerhalb einer Frist von weniger als einem Jahr 20.000 Mark zu zahlen, heiratete Geoffrey FitzGeoffrey de Mandeville, 2. Earl of Essex wohl unter politischem Druck des Königs dessen Ex-Gattin im Januar 1214. Abgesehen von der hohen Heiratsgebühr und dem Umstand, dass Isabel wesentlich älter als ihr neuer Gemahl war, bekam Letzterer auch nicht das gesamte Erbe Isabels übertragen. Nach Begleichung der ersten von vier Raten der 20.000 Mark kam Mandeville zunächst seinen weiteren finanziellen Verpflichtungen nicht mehr nach, woraufhin der König Isabels Ländereien solange besetzen ließ, bis Mandeville im August 1214 weitere Zahlungen leistete. 1215 schloss sich Mandeville der Adelsopposition gegen Johann an, wurde aber schon am 23. Februar 1216 bei einer im Rahmen eines Turniers ausgetragenen Auseinandersetzung mit einem französischen Ritter tödlich verletzt.
Wahrscheinlich konnte Isabel nun persönlich etwas freier als früher leben. Etwa ein Jahr nach dem Tod König Johanns († 19. Oktober 1216) heiratete sie in dritter Ehe wohl im September 1217 Hubert de Burgh, den späteren Earl of Kent. Isabel starb nur wenige Wochen später, nämlich am 14. Oktober 1217 wahrscheinlich in Keynsham Abbey in Somerset und wurde in der Kathedrale von Canterbury beerdigt.